# Matango
Pour plus de détails, voir Fiche technique et Distribution.
Matango (マタンゴ) est un film japonais réalisé par Ishirō Honda et sorti en 1963. Il s'agit de l'adaptation de la nouvelle La Voix dans la nuit (The Voice in the Night (en), 1907) du Britannique William Hope Hodgson,,,.

## Synopsis
En pleine tempête dans l’océan Pacifique, les survivants d'un naufrage du yacht appartenant à un riche homme d'affaires, accompagnés de son capitaine et son assistant, ainsi qu'un professeur de psychologie, son étudiante, une chanteuse et un écrivain, échouent sur une île inconnue et inhabitée, baignée dans un épais brouillard. Là, ils découvrent la carcasse d'un bateau recouverte d'étranges champignons appelés Matango. Bientôt, ils vont découvrir qu'ils ne sont pas seuls à peupler cet endroit mystérieux…

## Fiche technique
Sauf indication contraire ou complémentaire, les informations mentionnées dans cette section peuvent être confirmées par la base de données JMDb
- Titre original : マタンゴ
- Titre francophone : Matango[5]
- Réalisation : Ishirō Honda
- Scénario : Takeshi Kimura, d'après la nouvelle La Voix dans la nuit (The Voice in the Night (en)) de William Hope Hodgson[1],[2],[3],[4]
- Musique : Sadao Bekku
- Décors : Shigekazu Ikuno
- Costumes : Shigeru Komatsuzaki
- Photographie : Hajime Koizumi
- Montage : Reiko Kaneko
- Production : Tomoyuki Tanaka
- Société de production : Tōhō
- Société de distribution : Tōhō
- Pays de production :  Japon
- Langue originale : japonais
- Format : couleur - 2,35:1 - 35 mm - Son mono
- Genre : horreur, science-fiction
- Durée : 89 minutes
- Dates de sortie :
  - Japon : 11 août 1963
  - France : septembre 2000 sur canal+[5]

## Distribution
- Akira Kubo : Kenji Murai, professeur du laboratoire de psychologie à l'université Joto
- Kumi Mizuno : Mami Sekiguchi, chanteuse professionnelle et maîtresse de Masafumi Kasai
- Kenji Sahara (en) : Senzō Koyama, l'assistant de Masafumi Kasai
- Hiroshi Koizumi (en) : Naoyuki Sakuda, capitaine salaryman de Masafumi Kasai
- Hiroshi Tachikawa (en) : Etsurō Yoshida, écrivain
- Yoshio Tsuchiya : Masafumi Kasai, homme d'affaires et propriétaire du yacht
- Miki Yashiro (en) : Akiko Sōma, étudiante et fiancée de Kenji Murai

## Production

### Développement
L'histoire du film est inspirée de la nouvelle La Voix dans la nuit (The Voice in the Night (en)) du Britannique William Hope Hodgson, originellement publiée en novembre 1907 dans le magazine américain Blue Book et apparue dans le magazine japonais S-F Magazine (S-Fマガジン), dont Masami Fukushima est l'éditeur,. Ce dernier et Shin'ichi Hoshi adaptent cette nouvelle sous forme de traitement, avant que Takeshi Kimura n'écrive le scénario,.
Le réalisateur Ishirō Honda avoue, pour ce projet, être inspiré par des champignons Panaeolus papilionaceus et du triangle des Bermudes, après être tombé sur un article de journal racontant un groupe d'enfants qui voyageaient sur le yacht de leur père loin de la mer et, par la suite, qui ont été secourus bien que les premières versions précisaient des personnages imitant leur apparence, ainsi que d'autres rapports sur les disparitions de navires et d'avions.

### Tournage

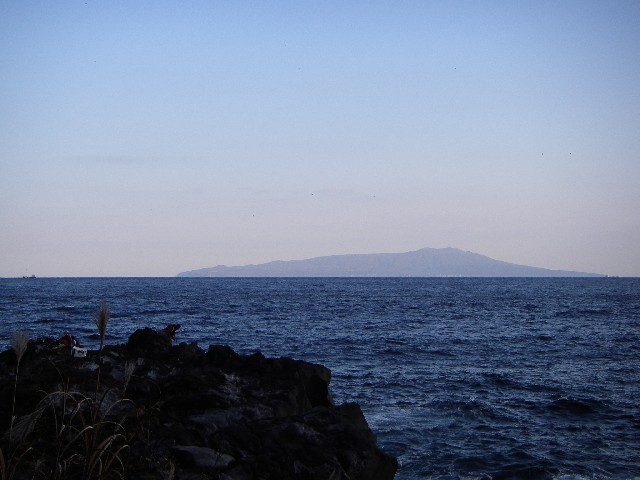
Vue d'Izu ō-shima.

Le tournage a lieu sur l'île volcanique d'Izu ō-shima faisant partie de l'archipel d'Izu, au large de Tokyo, ainsi que celle d'Hachijō-jima dans l’océan Pacifique malgré la présence des Gloydius blomhoffii et des mille-pattes qui dérangeaient la production.

## Accueil

### Sortie
Tōhō distribue Matango dans les salles obscures, le 11 août 1963 au Japon. Il y a d'ailleurs failli d'être interdit de sortie parce que certains personnages aux visages défigurés font quasiment penser aux victimes de bombardements atomiques d'Hiroshima et de Nagasaki.
En France, il reste inédit aux grands écrans jusqu'en septembre 2000, d'où une diffusion dans une émission hebdomadaire Cinéma de quartier sur Canal+.

### Box-office
Lors de sa sortie au Japon, il réalise 550 000 spectateurs au box-office.